# モーガン郡 (アラバマ州)
モーガン郡（英: Morgan County）は、アメリカ合衆国アラバマ州の郡である。人口は12万3421人（2020年）。郡庁所在地はディケーター。ディケーター都市圏で最多の人口を擁する郡であり、ハンツビル・ディケーター合同統計地域で2番目に人口が多い。郡の名前は、バージニア州のダニエル・モーガン将軍にちなむ。モーガン郡は禁酒郡（ドライ・カントリー、dry county）であるが、ディケーターはこの対象外（ウェット、wet）である。

## 歴史
モーガン郡の前身であるカタコ郡（Cotaco County）は1818年2月8日に確立され、その郡庁所在地はサマヴィルにあった。郡の名前はカタコ・クリーク（Cotaco Creek）にちなんで命名された。カタコ郡は、アメリカ独立戦争の英雄であるダニエル・モーガンにちなんで1821年にモーガン郡に改められた。また、1891年に郡庁所在地はディケーターに移転した。

## 地理
アメリカ国勢調査局によると、モーガン郡の総面積は1,552 km2（599 mi2）である。そのうち1,508 km2（582 mi2）は陸地であり、2.81 %の44 km2（17 mi2）は水域である。

### 主な高速道路
- 州間高速道路 65号線
- アメリカ国道 31号線
- アメリカ国道 72号線バイパス
- アメリカ国道 231号線
- アラバマ州道 20号線
- アラバマ州道 24号線
- アラバマ州道 36号線
- アラバマ州道 67号線

### 鉄道
- CSXトランスポーテーション
- ノーフォーク・サザン鉄道

### 河川
- テネシー川

### 隣接郡
- マディソン郡（北東）
- マーシャル郡（東）
- カルマン郡（南）
- ローレンス郡（西）
- ライムストーン郡（北西）

## 人口
| 国勢調査年 | 人口(人) |
| ---------- | -------- |
| 2020年     | 123,421  |
| 2010年     | 119,490  |
| 2000年     | 111,064  |
| 1990年     | 100,043  |
| 1980年     | 90,231   |
| 1970年     | 77,306   |
| 1960年     | 60,454   |
| 1950年     | 52,924   |
| 1940年     | 48,148   |
| 1930年     | 46,176   |
| 1920年     | 40,196   |
| 1910年     | 33,781   |
| 1900年     | 28,820   |

アラバマ州モーガン郡の人口ピラミッド（2000年）

2000年の国勢調査現在、モーガン郡には、111,064人、43,602世帯、31,437家族が暮らしている。人口密度は、74人/km2（191人/mi2）である。47,388戸の住宅が、平均密度31戸/km2（81戸/mi2）で建っている。郡の人種構成は、白人85.07 %、アフリカ系アメリカ人11.24 %、ネイティブ・アメリカン0.67 %、アジア系0.45 %、太平洋諸島系0.07%、その他の人種1.25 %、及び混血1.25 %である。また、人口の3.28 %は、ヒスパニック又はラテン系でもある。
43,602の世帯のうち33.50 %が18歳未満の子供と同居しており、57.40 %は夫婦同居である。11.20 %は夫のいない女性が世帯主であり、27.90 %は非家族である。すべての世帯のうち24.80 %は単身世帯であるが、9.40 %は65歳以上の単身世帯である。1世帯あたりの人数は2.51人であり、1家族あたりの人数は2.99人である。
郡の人口分布は、18歳未満が25.30 %、18歳から24歳までが8.40 %、25歳から44歳までが30.10 %、45歳から64歳までが23.80 %、65歳以上が12.30 %であり、平均年齢は37歳である。女性100人あたり男性は96.20人おり、18歳以上では女性100人あたり男性は93.50人いる。
郡の1世帯あたりの年間所得は37,803ドルであり、1家族あたりの年間所得は45,827ドルである。男性の平均年間所得は35,759ドルで、女性の平均年間所得は21,885ドルである。郡全体の国民1人あたりの年間所得は、19,223ドルである。およそ9.70 %の家族と12.30 %の住民は、貧困線以下である。全人口のうち18歳未満の15.90 %と65歳以上の12.80 %が貧困線以下の生活を送っている。